# Конди (Јужна Дакота)
Конди (енгл. Conde) град је у америчкој савезној држави Јужна Дакота.

## Демографија
По попису из 2010. године број становника је 140, што је 47 (-25,1%) становника мање него 2000. године.
| Група             | 2000.       | 2010.        |
| Белци             | 182 (97,3%) | 140 (100,0%) |
| Афроамериканци    | 0 (0,0%)    | 0 (0,0%)     |
| Азијати           | 1 (0,5%)    | 0 (0,0%)     |
| Хиспаноамериканци | 0 (0,0%)    | 0 (0,0%)     |
| Укупно            | 187         | 140          |